# Conselho Tutelar (telessérie)
Conselho Tutelar é uma série de televisão brasileira exibida pela RecordTV entre 1 de dezembro de 2014 e 5 de janeiro de 2018, em 15 episódios, sendo uma co-produção entre Record, Visom Digital e NBCUniversal. Criada e escrita por Marco Borges e Carlos de Andrade, com roteiros de Marco Borges, Bruno Passeri, Mariana Vielmond, Cris Gomes e Bosco Brasil, sob direção de José Domingos Savelli e direção geral de Rudi Lagemann. Foi a primeira produção da televisão brasileira a ser produzida em 4K.

## Temporadas
| Temporada | Temporada | Episódios | Exibição              | Exibição              |
| Temporada | Temporada | Episódios | Estreia               | Final                 |
| --------- | --------- | --------- | --------------------- | --------------------- |
|           | 1         | 5         | 1 de dezembro de 2014 | 5 de dezembro de 2014 |
|           | 2         | 5         | 4 de janeiro de 2016  | 8 de janeiro de 2016  |
|           | 3         | 5         | 1 de janeiro de 2018  | 5 de janeiro de 2018  |

## Sinopse
Narra o dia-a-dia de um grupo de assistentes sociais, encabeçado pelo honesto Sereno, seu assistente César, a psicóloga Ester e a novata Lídia, que passam pelas mais difíceis situações para resgatar e proteger crianças que sofrem abusos, agressões e outras formas de violência. 
Além da burocracia excessiva e das condições de trabalho precárias, eles ainda tem que enfrentar os desmandos do juiz corrupto Carvalho Britto e a resistência do Promotor André Noronha em indiciar os agressores ricos.

## Elenco

### Principal
| Ator             | Personagem               | Temporadas | Temporadas | Temporadas | Temporadas |
| Ator             | Personagem               | 1 2014     | 2 2016     | 3 2018     |            |
| ---------------- | ------------------------ | ---------- | ---------- | ---------- | ---------- |
| Roberto Bomtempo | Sereno de Almeida Gusmão |            |            |            |            |
| Paulo Vilela     | César                    |            |            |            |            |
| Paulo Gorgulho   | Juiz Carvalho Brito      |            |            |            |            |
| Petrônio Gontijo | Promotor André Noronha   |            |            |            |            |
| Cássia Linhares  | Flávia Gusmão            |            |            |            |            |
| Gaby Haviaras    | Lídia Mesquita           |            |            |            |            |
| Andrea Neves     | Drª. Ester Vasconcellos  |            |            |            |            |

### Recorrente
| Ator               | Personagem     | Temporadas | Temporadas | Temporadas | Temporadas |
| Ator               | Personagem     | 1 2014     | 2 2016     | 3 2018     |            |
| ------------------ | -------------- | ---------- | ---------- | ---------- | ---------- |
| Luíza Curvo        | Drª. Rosângela |            |            |            |            |
| Francisco Carvalho | Edésio         |            |            |            |            |
| Cláudio Gabriel    | Peixoto        |            |            |            |            |
| Dudu Varello       | Fábio Gusmão   |            |            |            |            |
| Marcelo Batista    | Jorjão         |            |            |            |            |
| Ricardo Petráglia  | Murilo         |            |            |            |            |
| Fernando Pavão     | Fulvio         |            |            |            |            |

### Participações especiais
| Ator                | Personagem            | Temporadas | Temporadas | Temporadas |
| Ator                | Personagem            | 1 2014     | 2 2016     | 3 2018     |
| ------------------- | --------------------- | ---------- | ---------- | ---------- |
| Lucinha Lins        | Dr.ª Vera             |            |            |            |
| Matheus Caliano     | Chiquinho             |            |            |            |
| Esther Góes         | Miranda               |            |            |            |
| Flávia Monteiro     | Telma                 |            |            |            |
| Nica Bonfim         | Diretora da escola    |            |            |            |
| Pedro Nercessian    | Davi                  |            |            |            |
| Adriana Prado       | Zilda                 |            |            |            |
| Carolina Virguez    | Beth                  |            |            |            |
| Fabiana Motta       | Manuela               |            |            |            |
| Esther Medeiros     | Mariana               |            |            |            |
| Camile de Oliveira  | Tuane                 |            |            |            |
| Daisy Posato        | Mãe de Chiquinho      |            |            |            |
| Gaby Moura          | Natasha               |            |            |            |
| Paola Raymond       | Luiza                 |            |            |            |
| Beatriz Oliveira    | Wanessa               |            |            |            |
| Larissa Biondo      | Tamires               |            |            |            |
| Vitor Novello       | Felipe                |            |            |            |
| Henry Alvarenga     | Wellington            |            |            |            |
| Cleo Penna          | Beatriz               |            |            |            |
| Gaby Nunes          | Rita                  |            |            |            |
| Kadu Schons         | Vinicius              |            |            |            |
| Gustavo Henzel      | Pedro                 |            |            |            |
| Yasmin Gomlevsky    | Ingrid                |            |            |            |
| Julia Portes        | Menina grávida        |            |            |            |
| Glaucia Diniz       | Atendente do Tribunal |            |            |            |
| Adriana Quadros     | Celma                 |            |            |            |
| André Frazzi        | Assistente Social     |            |            |            |
| Karla Tenório       | Lucia                 |            |            |            |
| Cintia Rosa         | Janete                |            |            |            |
| Nilvan Santos       | Mazinho               |            |            |            |
| Leo Wainner         | Dr. Franco            |            |            |            |
| Ana Miranda         | Servente              |            |            |            |
| Claudia Leopoldo    | Marimba               |            |            |            |
| Helena Giffoni      | Iris                  |            |            |            |
| Bruno Padilha       | Nelson                |            |            |            |
| Charles Myara       | Paulo Roberto         |            |            |            |
| Robson Santos       | Médico de Beatriz     |            |            |            |
| Anita Terrana       | Suzana                |            |            |            |
| Marcio Sam          | Dr. Luciano           |            |            |            |
| Prazeres Barbosa    | Rosalba               |            |            |            |
| Jana Guinond        | Delegada              |            |            |            |
| Marly Negrah        | Val Querosene         |            |            |            |
| Marcelo Escorel     | Souza                 |            |            |            |
| Beta Perez          | Wanda                 |            |            |            |
| Beth Zalcman        | Angela                |            |            |            |
| Sérgio Abreu        | Ronaldo               |            |            |            |
| Paulo César Grande  | Américo               |            |            |            |
| Andréa Avancini     | Maria Fernanda        |            |            |            |
| Sílvia Salgado      | Zélia                 |            |            |            |
| Clarissa Pinheiro   | Jandira               |            |            |            |
| Isabela Koppel      | Lurdes                |            |            |            |
| Letícia Canavalle   | Simone                |            |            |            |
| Eduardo Cardoso     | Chico                 |            |            |            |
| Matheus Carnaval    | Gabriel               |            |            |            |
| Carol Porto         | Diretora da escola    |            |            |            |
| Marcio Mariante     | Humberto              |            |            |            |
| Rafaela Mandelli    | Silmara               |            |            |            |
| Maria Ceiça         | Dora                  |            |            |            |
| Maria Gal           | Glória                |            |            |            |
| Valney Aguiar       | Itamar                |            |            |            |
| Raphael Moutinho    | Vinícius              |            |            |            |
| Kamily Santos       | Daiane                |            |            |            |
| Gil Simões          | Nilo                  |            |            |            |
| Regina Sampaio      | Elizabeth             |            |            |            |
| Cristina Pereira    | Zefa                  |            |            |            |
| André Ramiro        | Caveira               |            |            |            |
| Caio Junqueira      | Robson                |            |            |            |
| Ingrid Conte        | Catraca               |            |            |            |
| Rose Lima           | Rosa Lavadeira        |            |            |            |
| Kauê Werneck        | Bené                  |            |            |            |
| Zaly da Costa       | Maicon                |            |            |            |
| Milhem Cortaz       | Jair Lemes            |            |            |            |
| Victor Fasano       | Emerson               |            |            |            |
| Nina de Pádua       | Sra. Linhares         |            |            |            |
| Elis David          | Alice                 |            |            |            |
| Paulo Vitor Maia    | Yuri                  |            |            |            |
| Luiz Felipe Mello   | Beto                  |            |            |            |
| Andre L. Sorrentino | Léo                   |            |            |            |
| Gabriel Lepsch      | Tatu                  |            |            |            |
| Luciana Braga       | Galega                |            |            |            |
| Silvio Guindane     | Micão                 |            |            |            |
| Umberto Magnani     | Juca                  |            |            |            |
| Alessandra Loyola   | Nereide               |            |            |            |
| Felipe Mendes       | Hélio                 |            |            |            |
| Andressa Garcia     | Tamara                |            |            |            |
| Claudio Perotto     | Karl                  |            |            |            |
| Daiana Puppe        | Paula                 |            |            |            |
| Natasha Silva       | Josi                  |            |            |            |
| Rafael Sieg         | Repórter              |            |            |            |
| Flavio Guedes       | Jornalista            |            |            |            |
| Roberto Birindelli  | Munhoz                |            |            |            |
| Juliana Boller      | Larissa               |            |            |            |
| Beth Goulart        | Regina                |            |            |            |
| Talita Castro       | Claudia               |            |            |            |
| Dhonata Augusto     | Salsicha              |            |            |            |
| Marcela Muniz       | Dulce                 |            |            |            |
| Caetano O'Maihlan   | Ricardinho            |            |            |            |
| Roberto Bataglin    | Eduardo               |            |            |            |
| Cristina Lago       | Sheila                |            |            |            |
| Maksin Oliveira     | Alexandre             |            |            |            |
| Bel Kutner          | Angélica              |            |            |            |
| Luciana Malavassi   | Suzana                |            |            |            |
| Raphael Logam       | Glauber               |            |            |            |
| Luiza Pimenta       | Marcinha              |            |            |            |
| Matheu Marra        | François              |            |            |            |
| Naura Schneider     | Ruth                  |            |            |            |
| Theo Medon          | Lucas                 |            |            |            |
| Valentina Avancini  | Martina               |            |            |            |
| Elise Camille       | Adele                 |            |            |            |
| Roberto Frota       | Tavares               |            |            |            |
| Flávia Santana      | Zita                  |            |            |            |
| Dani Ornellas       | Babá                  |            |            |            |
| Iran Gomes          | Segurança             |            |            |            |
| Eduardo Soares      | Thiago                |            |            |            |
| Guilherme Gonzales  | Policial              |            |            |            |
| Pablo Barros        | Everton               |            |            |            |
| Lorena Silva        | Simone                |            |            |            |
| Betina Druck        | Tamara                |            |            |            |
| Marcos Holanda      | Valdecir              |            |            |            |
| Tarso Salles        | Ives                  |            |            |            |
| Antonio Gonzales    | Trajano               |            |            |            |
| Fred Garcia         | Clayton               |            |            |            |
| Júlio Levy          | Pereira               |            |            |            |
| Herik Isak          | Boca                  |            |            |            |

## Personagens
- Sereno de Almeida Gusmão (Roberto Bomtempo) - 48 anos, Sereno é um dos conselheiros tutelares mais antigos do Rio de Janeiro. Sua dedicação exaustiva ao trabalho fez com que sua vida pessoal se deteriorasse. Vive brigando com o promotor André Noronha, em parte porque este quer controlar o Conselho Tutelar e em parte porque o promotor está namorando sua ex-esposa. Ele está diabético por conta do estresse de seu trabalho.

- César (Paulo Vilela) - 27 anos, um conselheiro tutelar que acabou de ser eleito para a função. Cesar carrega um segredo que o fragiliza em diversos momentos de sua vida. Por força de uma infância conturbada tornou-se conselheiro para ajudar as crianças que sofrem o que ele sofreu. Seu temperamento explosivo vive colocando-o em situações difíceis com juízes, promotores e policiais.

- Carvalho Brito (Paulo Gorgulho) - 59 anos, é um juiz antigo que já deveria ter chegado a desembargador. É um homem de família, casado, pai de dois filhos, um cidadão respeitável e forte apoiador do Conselho, mas um mulherengo inveterado e já foi acusado de vender sentenças, mas nada foi provado contra ele.

- André Noronha (Petrônio Gontijo) - 38 anos, é um promotor público recém-empossado e atual namorado de Flávia, ex-mulher de Sereno. É um sujeito elitista, mas insubornável que sempre resiste a pedir o indiciamento de vítimas cujos agressores são das altas classes da sociedade. Em sua opinião, o Conselho Tutelar precisa se submeter ao controle da justiça.

- Lídia (Gabry Haviaras) - 33 anos, é a assistente social do conselho sobre a qual dizem a boca pequena que foi colocada ali por ser amante de uma personalidade influente. É uma mulher bonita, mas uma pessoa amarga que esconde um segredo sobre seu antigo romance. Ela demonstra que perdeu a fé na capacidade de mudança das instituições.

- Estér (Andréa Neves) - 37 anos, é psicóloga de formação e com vários cursos de especialização na área da infância. É a responsável por conversar com as possíveis vítimas de maus tratos e retirar delas as informações que serão usadas no processo e nos laudos psicológicos. Tem como características o fato de ser anã e ser uma pessoa extremamente positiva o que a ajuda no trato com as crianças, mas não no relacionamento com a bela e amarga Lídia.

- Flávia Gusmão (Cássia Linhares) - 35 anos, é ex-esposa de Sereno com quem tem um filho, Fábio. Flávia cansou da vida corrida de Sereno, sempre priorizando sua profissão de Conselheiro em detrimento de sua própria família. Flávia tem um namoro com André Noronha, promotor público da série e que lhe dedica a atenção desejada.

- Fábio Gusmão (Dudu Varello) - 6 anos, filho de Sereno e Flávia.

## Audiência
O primeiro episódio da primeira temporada registrou 6,7 pontos na Grande São Paulo. No dia seguinte, a audiência subiu 20% e marcou 8,1 pontos,com picos de 10 pontos. O terceiro e quarto episódio marcaram, 7 pontos.
O quinto episódio marca sua maior audiência consolidando 8,3 de média, permanecendo por todo o período de exibição no segundo lugar.